# Ängsväddsfjädermott
Ängsväddsfjädermott Stenoptilia bipunctidactyla är en fjärilsart som beskrevs av Giovanni Antonio Scopoli 1763. Ängsväddsfjädermott ingår i släktet Stenoptilia och familjen fjädermott (Pterophoridae). Inga underarter finns listade i Catalogue of Life.

## Kännetecken
Vingbredd 17-25 mm. Framvingar gråbruna, vid bakkanten smalt gulaktiga med längsrader av svarta och vita fjäll och två mörka punkter vid klyvningen och en punktformad fläck på mitten. Framkantsfransar bruna. Bakvingar mörkbruna. 

## Liknande arter
Arten skiljer sig från teveronikefjädermott, Stenoptilia pterodactyla,  genom att framkantsfransarna är bruna samt att framfliken har en otydlig vit tvärlinje

## Levnadssätt
Fjärilen flyger allmänt på ängsmarker. 

## Flygtid
Flyger i två generationer från slutet av maj till och med september.  

## Biologi
Larven är grönaktig med tätt beströdd med vita borst och gulaktigt huvud. Första generationen lever i stjälken senare på blommor och frön av olika väddarter (Dipsacaceae), förpuppning längs stjälken på näringsväxten. 

## Näringsväxter
Åkerväddar (Knautia), fältväddar (Scabiosa), murrevor (Cymbalaria), sporrar (Linaria).

## Utbredning
Påträffad allmänt från Skåne till Norrbotten. I övriga Norden finns den i Danmark, Norge och Finland.